# Aida (film 1953)
Aida è un film musicale del 1953 diretto da Clemente Fracassi.
È il primo adattamento cinematografico, mancante di alcune parti e con inserti di voce narrante, dell'omonima opera lirica di Giuseppe Verdi.

## Trama
Antico Egitto. Aida, figlia del re di Etiopia, rapita dagli Egizi, vive in incognito a Menfi come schiava privata della principessa Amneris, figlia del faraone. Qui si innamora, ricambiata, del giovane comandante Radames, destando così la gelosia di Amneris, anch'essa innamorata di lui. Il re etiope Amonasro, determinato a compiere una spedizione punitiva, fallisce e viene fatto prigioniero; Aida lo riconosce, ma non rivela la sua vera identità. Ella è combattuta tra l'amore e la fedeltà alla patria e alla fine induce Radames a rivelarle i piani dell'esercito egiziano, mentre Amonasro ascolta di nascosto il loro colloquio. Quando, per l'intervento di Amneris, Radames capisce di essere caduto in un tranello, decide di costituirsi, accusandosi di tradimento. Viene condannato a morte e rinchiuso  nelle segrete, dove trova Aida decisa a condividerne la sorte.

## Produzione
Nonostante l'ambientazione della vicenda sia l'Antico Egitto, il film venne totalmente girato a Roma, a Cinecittà. Tutti i costumi vennero disegnati da Maria De Matteis.

## Colonna sonora[4]
Sophia Loren, interprete di Aida, fu doppiata da Renata Tebaldi (che avrebbe dovuto inizialmente anche interpretare il personaggio sullo schermo), Radames, impersonato da Luciano Della Marra, fu cantato da Giuseppe Campora, Amneris, cantata da Ebe Stignani, fu interpretata sullo schermo dall'attrice canadese Lois Maxwell (futura Miss Moneypenny nei primi film di James Bond). Gli unici interpreti principali che erano cantanti furono Afro Poli e Antonio Cassinelli, ma curiosamente anche loro vennero doppiati, rispettivamente da baritono Gino Bechi e dal basso Giulio Neri. L'Orchestra Sinfonica Nazionale della RAI venne diretta da Giuseppe Morelli. Le coreografie furono curate da Margarete Wallmann.

## Distribuzione
Prodotto dall'Oscar Film, fu distribuito dalla CEI Incom, ed uscì nelle sale cinematografiche italiane il 23 ottobre 1953.
Il film fu distribuito poi l'8 ottobre dell'anno successivo negli Stati Uniti dall'I.F.E. Releasing Corporation, e poi nel resto del mondo, come il 21 gennaio 1955 nei Paesi Bassi, da parte della Standaard Films. Uscì in seguito anche nel Regno Unito (1956), Norvegia (24 maggio 1956), Portogallo (13 settembre 1956), Finlandia (26 marzo 1957), Svezia (10 febbraio 1958).
Ne venne fatta una riedizione colorata che, negli USA, fu distribuita dalla 21st Century Film Corporation nel 1982, mentre in Francia uscì il 19 dicembre 1984.

## Accoglienza

### Critica[13]
(Alberto Albertazzi, per Intermezzo, recensione del 15 gennaio 1954)
(Wes Edwards, recensione del 18 dicembre 2021)